# Marc Bourry
Marc Joseph Eglin Bourry (Harelbeke, 1 juli 1928 – 20 januari 1984) was een Belgisch volksvertegenwoordiger en burgemeester.

## Levensloop
Marc Bourry volgde middelbare studies aan het koninklijk atheneum van Kortrijk. Hij werkte als bediende bij de RTT en bij de belastingdienst van Kortrijk en was daarna leraar in Waregem. Hij was getrouwd en had drie kinderen.
Vanaf 1949 was hij militant van de Belgische Socialistische Partij. Hij maakte deel uit van het lokale en federale bestuur van de partij en was voorzitter van Vooruit, de socialistische harmonie van Harelbeke.
In 1958 werd Bourry verkozen tot gemeenteraadslid van Harelbeke. Nadat de gemeenteraadsverkiezingen van oktober 1970 ongeldig werden verklaard, werd op 24 januari 1971 een nieuwe verkiezing gehouden in Harelbeke. Hierbij behaalden de socialisten een absolute meerderheid en Bourry werd de eerste socialistische burgemeester van de gemeente. Hij bleef dit ambt bekleden tot aan zijn overlijden in 1984.
Hij werd in 1977 eveneens verkozen tot lid van de Kamer van volksvertegenwoordigers voor het arrondissement Kortrijk en bekleedde dit mandaat tot aan zijn dood. In de periode mei 1977-oktober 1980 zetelde hij als gevolg van het toen bestaande dubbelmandaat ook in de Cultuurraad voor de Nederlandse Cultuurgemeenschap, die op 7 december 1971 werd geïnstalleerd. Vanaf 21 oktober 1980 tot aan zijn overlijden (20 januari 1984) was hij lid van de Vlaamse Raad, de opvolger van de Cultuurraad en de voorloper van het huidige Vlaams Parlement. Als parlementslid toonde hij bijzondere interesse in thema's als middenstand, landbouw, nationale opvoeding, leefmilieu, volksgezondheid, gezinszaken en openbare diensten.
Bourry overleed in januari 1984 aan de gevolgen van een hartstilstand.